# Erik Segerstedt
Mats Erik Segerstedt (ur. 20 kwietnia 1983 w Uddevalla) – szwedzki piosenkarz.

## Życiorys
Jest synem Ingrid i Svena Segerstedtów. Ma siostrę Cecilię oraz dwóch braci, Petera i Knuta.
W 2006 zajął drugie miejsce w finale trzeciej edycji programu Idol. 27 listopada tego samego roku wydał swój debiutancki singiel, „I Don’t Want to Be”. 21 lutego 2007 nakładem wytwórni Sony BMG wydał debiutancki album studyjny pt. A Different Shade, który promował singlem „I Can’t Say I’m Sorry”. Jesienią tego samego roku z Dannym Saucedo i Mattiasem Andréassonem założył zespół E.M.D., z którym wylansował przeboje „All for Love” i „Jennie Let Me Love You” notowane na szwedzkiej liście przebojów. Choć planowali wydanie wspólnej płyty, później zdecydowali się na wydanie powstałych piosenek na swoich solowych albumach.
Na przełomie 2008 i 2009 uczestniczył jako mentor chóru z Uddevalli w programie Körslaget, w którego finale zajął drugie miejsce. W marcu 2009 wydał singiel „Saturday Night”. Wiosną 2013 zajął czwarte miejsce w ósmej edycji programu Let’s Dance w TV4. W 2025 z piosenką „Show Me What Love Is” weźmie udział w programie Melodifestivalen 2025.

## Dyskografia

### Albumy
- A Different Shade (2007)

### Single
- 2006 – „I Don’t Want to Be”
- 2007 – „I Can’t Say I’m Sorry”
- 2007 – „How Did We Change”
- 2009 – „Saturday Night”